# Elena Cazzulani
Elena Cazzulani (Lodi, 1920 – Lodi, 2007) è stata una scrittrice italiana.

## Biografia

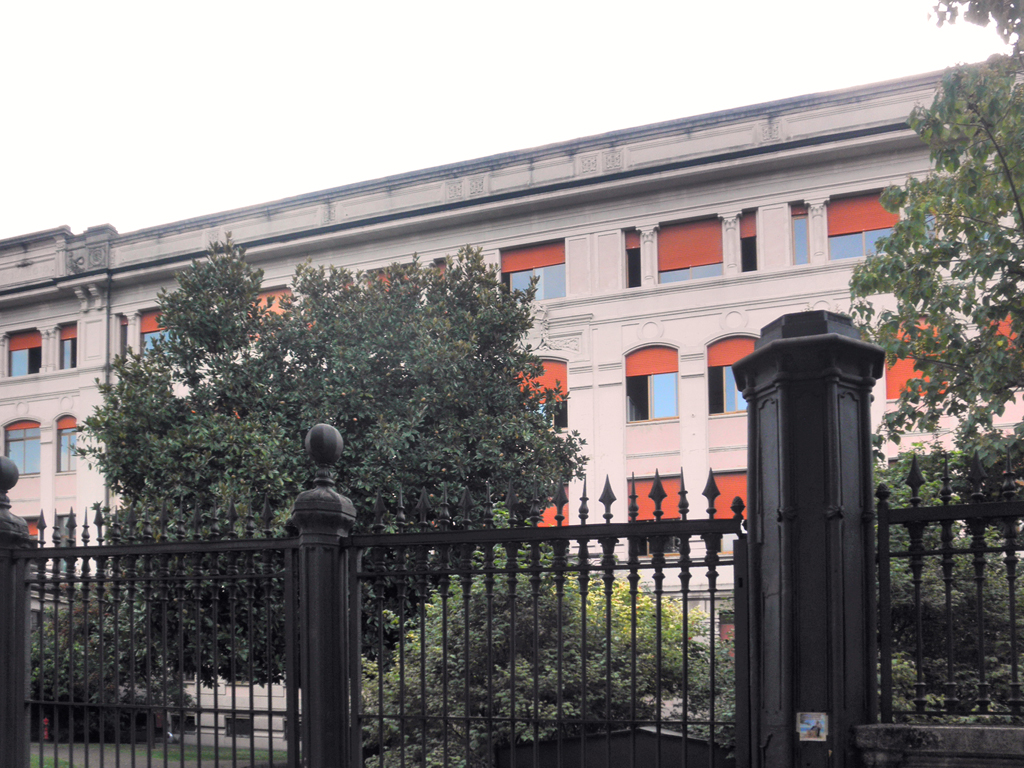
L'ex collegio «Cazzulani» di Lodi, fondato nel 1915 e successivamente trasformato in scuola secondaria di primo grado

Nipote di Francesco Cazzulani, fondatore dell'omonimo collegio di Lodi, e di Elena Roda, prima direttrice dell'istituto, era figlia di Giovanni Cazzulani, progettista dell'edificio nonché ultimo direttore della scuola. Diversamente dai propri antenati più prossimi, Elena non prestò la propria opera come amministratrice dell'istituto ma preferì concentrare le proprie energie nella scrittura, ripercorrendo poi la storia della sua famiglia nel libro Il collegio Cazzulani del 1988.
Fu autrice di poesie, di romanzi e di biografie dedicate ad alcune rilevanti figure femminili del territorio, fra le quali Ada Negri, Vittoria Manzoni, Cristina di Belgioioso, Maria Cosway, Carlotta Ferrari e Giuseppina Strepponi. Negli anni ottanta fondò un salotto letterario, che inizialmente si riuniva presso la sua abitazione e che divenne un punto di riferimento per gli intellettuali della città.
Il comune di Lodi le ha intitolato una via nel dicembre del 2014. Una delle pareti esterne dell'Istituto «Francesco Cazzulani» reca un suo ritratto riprodotto su ceramica in monocromia turchina.

## Opere
(Elena Cazzulani, Il viale delle ortensie)
- Elena Cazzulani, Cristina di Belgioioso, Lodi, Lodigraf, 1982.
- Il muro sul ponte, Lodigraf, Lodi 1983
- Elena Cazzulani, Giuseppina Strepponi, biografia, Lodi, Lodigraf, 1984.
- Elena Cazzulani e Gilberto Coletto (a cura di), Francesco de Lemene. Poesia e teatro, Lodi, Edizioni del Campus, 1985.
- Il collegio Cazzulani, Lodi, Edizioni Lodigraf 1988
- Maria Hadfield Cosway. Biografia, diari e scritti della fondatrice del collegio delle Dame Inglesi in Lodi, L’Immagine, Lodi 1989
- Carlotta Ferrari da Lodi. Poetessa e musicista, L’Immagine, Lodi 1992
- Il viale delle ortensie, L’Immagine, Lodi 1991
- Ritorno al viale delle ortensie, L'Immagine, Lodi, 1993
- Il cielo comincia dal suolo, L’Immagine, Lodi, 1996